# Distretto di San Buenaventura (Lima)
Il distretto di San Buenaventura è uno dei sette distretti della provincia di Canta, in Perù. Si trova nella regione di Lima e si estende su una superficie di 106,26 chilometri quadrati.
Ha per capitale la città di San Buenaventura.